# Kantongerecht Berlikum
Het kantongerecht Berlikum was van 1838 tot 1911 een van de kantongerechten in Nederland. Bij de instelling was Berlikum een van de kantons van het 
arrondissement Leeuwarden. 

## Het kanton
Tijdens de Franse tijd werd Nederland ingedeeld in kantons. Deze kantons waren zowel een bestuurlijke eenheid als een rechtsgebied. Ieder kanton was de zetel van de vrederechter. In 1838 werd de vrederechter opgevolgd door de kantonrechter. Daarbij werd het aantal kantons bijna gehalveerd. Het gerecht was een kantongerecht der derde klasse. In 1911 werd het opgeheven en verdeeld over de gerechten in Leeuwarden en Dokkum. Het gerecht hield zitting in de bovenzaal van de uit de achttiende eeuw stammende Herberg Hof van Holland. Dit gebouw is in 1927 afgebrand.

## Vechtpartij
Op negen oktober 1894 was het gerechtsgebouw het toneel van een vechtpartij. Zes anarchisten waren gedagvaard omdat zij in de bebouwde kom van Sint Annaparochie gezongen hadden tijdens een bijeenkomst. Slechts een kwam opdagen, de ontslagen onderwijzer A. Dijkstra, die echter weigerde op de aan hem gestelde vragen te antwoorden en af en toe demonstratief met zijn rug naar de rechter ging staan. Toen hij uiteindelijk veroordeeld werd tot een dag hechtenis of een gulden verviel hij in "hatelijkheden t.o. de gestelde machten", waarna hij zijn betoog beëindigde met de woorden "Leve de anarchie, leve de sociale revolutie". Toen aanwezige geestverwanten de kreet overnamen ontstond een opstootje. Dijkstra werd vastgegrepen door een marechaussee en de groep aanhangers dook erbovenop, zodat een worstelpartij ontstond waarbij marechaussee en gedaagde samen "vrij onzacht bij de trap neer rolden". Daarna was het tumult ten einde.